# Antabia Waller
Antabia Waller (Manchester, Georgia, 11 de julio de 1988) es un jugador de baloncesto estadounidense  que pertenece a la plantilla del equipo montenegrino Mornar Bar de la ABA Liga. Con 1,88 de estatura, su puesto natural en la cancha es el de base.

## Trayectoria
Es un base con capacidad de anotación formado a caballo entre las universidades de Northwest Florida State Raiders y Auburn Tigers. Tras no ser drafteado en 2010, dio el salto al baloncesto profesional en Turquía, en que llegaría a jugar hasta en cuatro conjuntos diferentes.
Más tarde, jugaría en la liga de Kosovo formando parte de los equipos de Sigal Prishtina y Bashkimi Prizren.
En 2016, firmaría por el KK Mornar Bar montenegrino con el que realizaría una gran temporada realizando 11,3 puntos y 2,8 rebotes en el campeonato doméstico, 14,7 puntos y 2,9 rebotes en la Lega Adriatica y 13,1 puntos, 2,7 rebotes y 2,3 asistencia en 16 partidos de la Champions League de la FIBA. Al término de la temporada, el club montenegrino acabaría facilitándole el fichaje por el Pallacanestro Varese en junio de 2017.
En la temporada 2020-21, firma por el KK Igokea de la ABA Liga. Luego de tres temporadas con el equipo bosnio, en agosto de 2023 regresó al Mornar Bar de Montenegro.